# گیله‌وا (مجموعه تلویزیونی)
گیله‌وا نام مجموعه تلویزیونی به کارگردانی اردلان عاشوری و تهیه‌کنندگی امیر بنان می‌باشد.تاریخ تولید این مجموعه تابستان و پاییز ۱۳۹۶ می‌باشد. این سریال در ابتدا قرار بود از شبکه یک یا سه پخش شود اما گفته شد شهریور ماه ۱۳۹۸ از شبکه افق پخش می‌شود.این سریال از پنج شنبه، نه آبان ۹۸ از شبکه سه سیما پخش شد.

## خلاصه داستان
زندگی اجتماعی مردم در بستر اتفاقات تاریخی سال ۱۲۹۷ است و به نوعی روایتگر سبک زندگی و روابط اجتماعی و عاطفی مردم ایران و به خصوص مردم خطه گیلان در صد سال قبل خواهد بود.

## بازیگران
- حمیدرضا پگاه
- ستاره اسکندری
- امیرحسین صدیق
- مهدی زمین‌پرداز
- امیرحسین هاشمی
- بهروز شعیبی
- پریا مردانیان
- مهران رجبی
- حسین توشه
- علی عطایی
- حدیث نیکرو
- بت جان کورن
- ستاره حسینی
- ماهک خرسندی
- سینا محمدی فر